# Mundo Novo (Goiás)
Mundo Novo è un comune del Brasile nello Stato del Goiás, parte della mesoregione del Noroeste Goiano e della microregione di São Miguel do Araguaia.